# Бердін Галей Іркабаєвич
Галей (Галі) Іркабаєвич Бердін (5 березня 1907 — 25 жовтня 1973) — радянський політпрацівник, Герой Радянського Союзу (1944).

## Біографія
Народився в селі Байгузіно, нині Ішимбайський район Башкортостану. Башкир. Освіта середня. До 1925 року займався землеробством у господарстві батька в рідному селі.
У 1925—1928 роках секретар Азнаєвського волкому ВЛКСМ Стерлітамакського кантону. З 1928 по 1930 рік — голова Кальчир-Табинського волісполкому Стерлітамакського кантону. В 1930—1933 роках — завідувач відділу Макарівського району ВКП(б). З 1933 по 1941 рік працював директором Макарівської, Кармаскалінської МТС БАРСР.
Звання Героя Радянського Союзу з врученням ордена Леніна і медалі «Золота Зірка» (№ 2707) Галею Іркабаєвичу Бердіну присвоєно Указом Президії Верховної Ради СРСР від 22 лютого 1944 року.

З нагородного листа на Р. В. Бердина: 
Товариш Бердін в боях з 1 по 2 жовтня 1943 року вміло організував партійно-політичну роботу, забезпечив високий наступальний порив. За відсутності командира батальйону прийняв на себе командування батальйоном і, успішно переправившись на правий берег річки Дніпро, забезпечив переправу інших підрозділів. Вмілим маневром і з малими втратами звільнив хутір Зелений, села Куковка і Колодіївка. В результаті боїв відбив 8 контратак танків і піхоти противника, підбив 2 танки, 8 бронемашин, захопив 2 полонених і знищив до 180 солдатів і офіцерів. Особисто зі станкового кулемета знищив до 28 німецьких солдатів і офіцерів, тим самим сприяв успіху бойових дій полку …
Член ВКП(б)/КПРС з 1928 року.
Після поранення Г. І. Бердін в березні 1944 року повернувся в рідне село. Став головою виконкому Байгузінскої сільради Ішимбайського району. Помер 25 жовтня 1973 року, похований в селі Байгузіно.

## Пам'ять
- Бюст Героя встановлений на Алеї Героїв у місті Ішимбаї[4].
- Ім'я Героя Г. І. Бердіна золотом викарбувано на мармурі в Парку Перемоги (Уфа).[5]
- У селі Байгузіно ім'ям Героя названа вулиця.

## Нагороди
Нагороджений орденом Леніна, орденом Червоної Зірки, медалями.